# Spreetunnel Klosterstraße
Der Spreetunnel Klosterstraße befindet sich zwischen den U-Bahnhöfen Klosterstraße und Märkisches Museum im Berliner Ortsteil Mitte des gleichnamigen Bezirks. Er ist ein Streckenabschnitt der heutigen U-Bahn-Linie U2 (Pankow – Ruhleben).
Der Baubeginn für diesen Tunnel unter der Spree war im Juni 1910. Der Bau des Tunnels wurde von der Hochbahngesellschaft in Berlin für die Erweiterung ihres Bahnnetzes vom Spittelmarkt über den Alexanderplatz zur Schönhauser Allee in Auftrag gegeben. Der Tunnel hat eine Länge von etwa 125 Metern. Die Tunnelsohle liegt etwa elf Meter unter der Wasseroberfläche.